# 페닐하이드록실아민
페닐하이드록실아민(영어: phenylhydroxylamine)은 화학식이 C6H5NHOH인 유기 화합물이다. 페닐하이드록실아민은 산화환원 관련 쌍인 아닐린과 나이트로소벤젠의 중간생성물이다. 페닐하이드록실아민의 이성질체로는 α-페닐하이드록실아민과 O-페닐하이드록실아민이 있다.

## 제조
페닐하이드록실아민은 염화 암모늄의 존재 하에 아연으로 나이트로벤젠을 환원시킴으로써 제조될 수 있다.
대안적으로 페닐하이드록실아민은 로듐 촉매 하에서 H2 공급원으로 하이드라진을 사용하여 나이트로벤젠을 수소화하여 제조할 수 있다.

## 반응
페닐하이드록실아민은 가열에 불안정하고, 강산의 존재 하에서 밤베르거 자리옮김을 통해 4-아미노페놀로 쉽게 재배열된다. 다이크로뮴산으로 페닐하이드록실아민을 산화시키면 나이트로소벤젠을 얻을 수 있다.
페닐하이드록실아민은 벤즈알데하이드와 축합하여 잘 알려진 1,3-다이폴인 다이페닐나이트론을 생성한다.
C6H5NHOH + C6H5CHO →  C6H5N(O)=CHC6H5 + H2O
|  |

페닐하이드록실아민은 NO+ 공급원의 공격을 받아 쿠페론을 생성한다.
C6H5NHOH + C4H9ONO + NH3 → NH4[C6H5N(O)NO] + C4H9OH

## 같이 보기
- 밤베르거 자리옮김
- 아닐린
- 나이트로소벤젠
- 벤즈알데하이드